# Betta persephone
Betta persephone là một loài cá nước ngọt trong họ Osphronemidae của bộ Perciformes. Đầu tiên được mô tả vào năm 1986 từ một quần thể gần Ayer Hitam trong Johor Country, Malaysia, B. Persephone là một loài quý hiếm và khó nắm bắt.
Loài Betta sinh sống trong nước mềm, có tính axit có nhiệt độ 23-28 °C (73-82 °F). Nó đạt tổng chiều dài 3,2 cm (1 ¼ inch). Con đực chủ yếu là màu xanh-đen, với những con cái trương bày một màu nâu hơn.

B. persephone đã được liệt kê như là Cực kỳ nguy cấp trên Sách đỏ IUCN từ năm 1996, khi nó được giới hạn trong một khu vực rất nhỏ và đang giảm bớt.